# Partition (singolo)
Partition è un singolo della cantante statunitense Beyoncé, pubblicato il 25 febbraio 2014 come terzo estratto dal quinto album in studio Beyoncé.

## Descrizione
Partition è stato scritto dalla stessa cantante, The-Dream, Justin Timberlake, Timbaland, Jerome "J-Roc" Harmon, Dwane Weir, Charisse Hill, Mike Dean e Boots. La produzione è stata affidata a Timberlake, Beyoncé, Dean, Boots, Timbaland, J-Roc e Key Wane. La cantante ha rivelato riguardo alla canzone:
(Beyoncé)
Partition  è stata concepita come una canzone in due parti, la prima parte delle quali ha come titolo Yoncé. Il minuto conclusivo della canzone presenta un'interpolazione di parole parlate in francese, traducibile in: «Ti piace il sesso? Il sesso. Voglio dire, l'attività fisica. Il coito. Ti piace? Non ti interessa il sesso? Gli uomini pensano che le femministe odino il sesso, ma è un'attività molto stimolante e naturale che le donne amano». David Haglund e Forrest Wickman della rivista Slate hanno notato innegabili somiglianze tra questa sezione parlata e una citazione dell'attrice Julianne Moore nel film del 1998 Il grande Lebowski.

## Accoglienza
Il brano è stato apprezzato dalla critica per l'esplorazione della sessualità femminile. Il brano è stato considerato tra i migliori della carriera di Beyoncé, tra cui al settimo posto per Rolling Stone nella lista delle 70 migliori canzoni di Beyoncé, definendola la canzone che «inaugura la libertà musicale» dell'artista. Alexis Petridis del The Guardian classifica il brano al nono posto nella lista delle 30 migliori canzoni di Beyoncé.
Andrew Barker della rivista Variety ha sottolineato che tra le canzoni di Beyoncé che parlano di sessualità, «nessuna regge il confronto con l'assolutamente bruciante Partition». Mikael Wood del Los Angeles Times ha scritto che «l'impressionante, quasi perverso spoglio in Partition riflette la determinazione di Beyoncé, rara tra le superstar, a continuare a spingersi in modo creativo al di fuori dei suoi schemi precedenti».
Eliana Dockterman della rivista Time ha elogiato il testo di Partition osservando che esprime «l'incarnazione del femminismo moderno per una generazione che è stata riluttante a rivendicare questa parola», lodando il modo in cui Beyoncé «esprime il suo desiderio di compiacere il suo partner pur proiettando una persona feroce e indipendente». Matthew Perpetua di BuzzFeed ha elogiato la sezione parlata in francese del brano, paragonandola all'esempio di Chimamanda Ngozi Adichie su Flawless e ha aggiunto: «È un bene che queste idee non siano espresse direttamente da Beyoncé stessa, nel contesto, questi pezzi sono come citazioni ribattezzate che inquadrano le sue intenzioni artistiche».
Molti critici, tra cui Una Mullalay dell'Irish Times e Greg Kot del Chicago Tribune, hanno apprezzato il modo in cui Beyoncé rappa in Partition e lo hanno paragonato al lavoro dell'artista britannica M.I.A.. Anche Melissa Locker del Time si sofferma sul canto, compiacendosi della produzione della cantante con Timbaland, definendoli «una combinazione accattivante».

## Video musicale
I videoclip di Yoncé e Partition sono stati pubblicati in data 13 dicembre 2013 sul sito web di Beyoncé.

### Yoncé
Il video di Yoncé è stato diretto da Ricky Saiz e vede la presenza delle modelle Jourdan Dunn, Chanel Iman e Joan Smalls. Le riprese si sono svolte per le strade di Brooklyn, New York. Attraverso la clip, Beyoncé introduce agli spettatori il suo nuovo alter ego Yoncé, che ama Brooklyn, avere gioielli nei denti, ed "essere la ragazza più sexy nei club". Per la realizzazione del video, Beyoncé ha tratto ispirazione dal videoclip del 1990, Freedom! '90, diretto da David Fincher. Anche in Yoncé sono presenti numerosi modelli come in Freedom! 90 di George Michael (come Naomi Campbell, Linda Evangelista, Christy Turlington, Tatjana Patitz, Cindy Crawford ed i modelli maschili John Pearson, Mario Sorrenti e Peter Formb). Beyoncé e i modelli sono vestiti da Karen Langley in pelle, autoreggenti, cinghie mentre posano contro un muro, con le telecamere che mostrano parti di pelle, primi piani di labbra ed erotici gesti della lingua. In una scena, Beyoncé indossa un abito di Yves Saint Laurent.

### Partition
Il video di Partition è stato diretto da Jake Nava ed è stato girato nel club di cabaret Crazy Horse di Parigi, con scene iniziali girate al Castello di Ferrières presso Ferrières-en-Brie. In un video di commento all'album, Beyoncé ha dichiarato: «Il giorno in cui Jay-Z mi ha fatto la proposta di matrimonio era il compleanno di mio marito e l'ho portato al Crazy Horse. E mi ricordo di aver pensato: "Accidenti, queste ragazze volano". Ritengo che fosse lo spettacolo più sexy che avessi mai visto. E pensavo: "Vorrei essere lassù, vorrei esibirmi così per il mio uomo". Quindi, anni dopo, è quello che ho fatto per il video di Partition». Parlando del video, Nava ha notato che per le riprese Beyoncé ha cercato di essere «ancora più audace di quanto non sia stata in passato». Durante le riprese, inoltre, ha cercato di «creare e catturare un po' di genuina intimità» tra la cantante e il marito, presente in un cameo. Nel corpo di ballo del video è presente la ballerina italiana Deborah Lettieri.

## Formazione
Crediti tratti dal sito web di Beyoncé.
- Beyoncé – voce, produzione, produzione vocale
- Timbaland – produzione
- Jerome Harmon – produzione
- Justin Timberlake – produzione, voce di fondo
- Key Wane – produzione
- Mike Dean – produzione aggiuntiva
- Boots – produzione aggiuntiva
- Stuart White – registrazione, missaggio
- Chris Godbey – registrazione
- Ann Mincieli – registrazione
- Bart Schoudel – registrazione
- Ramon Rivas – progettazione
- Matt Weber – assistente alla progettazione
- Terius "The Dream" Nash – voce di fondo
- Niles Hollowell-Dhar – suoni sintetizzati aggiuntivi
- Derek Dixie – suoni sintetizzati aggiuntivi, consultazione missaggio
- Hajiba Fahmy – registrazione parole registrate
- Tony Maserati – missaggio
- James Krausse – assistente al missaggio
- Justin Hergett – assistente al missaggio
- Chris Tabron – assistente al missaggio
- Matt Wiggers – assistente al missaggio
- Tom Coyne – masterizzazione
- Aya Merrill – masterizzazione

## Classifiche
| Classifica (2014)         | Posizione massima |
| ------------------------- | ----------------- |
| Belgio (Fiandre)          | 2                 |
| Belgio (Vallonia)         | 9                 |
| Canada                    | 100               |
| Francia                   | 120               |
| Irlanda                   | 57                |
| Regno Unito               | 74                |
| Stati Uniti               | 23                |
| Stati Uniti (Dance Club)  | 1                 |
| Stati Uniti (R&B/Hip-Hop) | 3                 |

## Riconoscimenti
ASCAP Rhythm & Soul Music Awards
- 2015 - Miglior canzoni R&B/Hip-Hop[41]

BET Awards
- 2014 - Candidatura al miglior video musicale[42]

MTV Video Music Awards
- 2014 - Candidatura al miglior video femminile[43]
- 2014 - Candidatura alla miglior coreografica[43]